# Caprabo

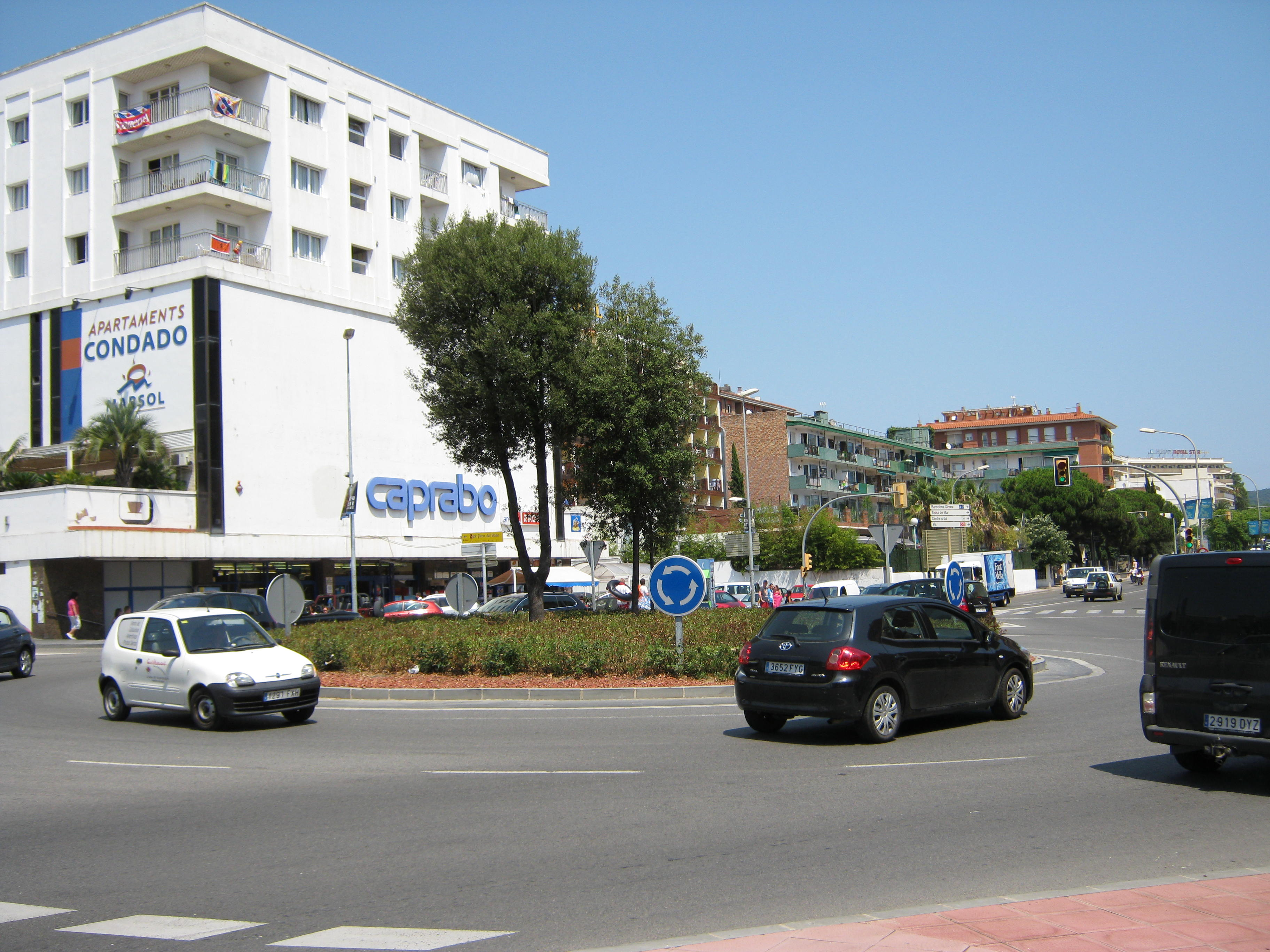
Caprabo situado en Lloret del Mar

Caprabo es una compañía española de distribución, propiedad del Grupo Eroski desde 2009. Con esta marca, Eroski opera con una red de más de 300 supermercados en la comunidad autónoma de Cataluña y en Andorra. Su sede central está en Barcelona. En Caprabo trabajan 5738 personas con una facturación de 846 millones de euros en 2020.

## Historia
Caprabo fue fundada por Pere Carbó, Jaume Prat y Josep Botet, en 1959. El nombre de la compañía fue resultado de combinar las iniciales de los apellidos de los fundadores. En el año 1962, la familia Elías se incorpora como accionista coincidiendo con la salida de la compañía de la familia Prat.
El 11 de julio de 1959 Caprabo abre su primera tienda en el número 318 de la entonces avenida de San Antonio María Claret de la ciudad de #Barcelona, una tienda que permanece abierta hoy en día y es considerado el supermercado más antiguo de España. El establecimiento comercial revoluciona el sector del comercio en España al implantar una nueva e inédita forma de venta: el autoservicio. La tienda de 300 metros cuadrados ofrecía, por aquel entonces, unos 700 productos a unos precios muy competitivos y su inauguración representa todo un acontecimiento social y mediático. Los medios de comunicación de la época destacan la modernidad del sistema de abastecimiento y las avanzadas instalaciones frigoríficas del establecimiento comercial. 
El éxito del nuevo modelo comercial lleva a Caprabo a abrir en el año 1965 su primera tienda fuera de Barcelona, donde ya tenía 5 supermercados. Se trató de un supermercado en la localidad de Gavá (autovía de Castelldefels). Un año más tarde abrió por primera vez fuera de la provincia de Barcelona un establecimiento comercial en Comarruga, Tarragona. En el año 1971 Caprabo realiza su primera operación de adquisición al comprar 4 tiendas a una misma cadena, elevando a doce su red comercial. Esa operación incluía los emblemáticos supermercados Caprabo de las calles Ganduxer, Travessera de Gràcia y Gran Vía en Barcelona que permanecen abiertas. En 1996, Caprabo da sus primeros pasos fuera de Cataluña con la inauguración de supermercados en las comunidades autónomas de Madrid y Baleares, y un año más tarde, en Castilla-La Mancha, Castilla y León y Extremadura, iniciando así su sólida expansión por España. 
Entre los principales hitos corporativos de Caprabo figuran la adquisición de las compañías Enaco, en Valencia, y Nekea, en Navarra, en 2002, y de la cadena de supermercados Alcosto de Madrid y Castilla-La Mancha. 

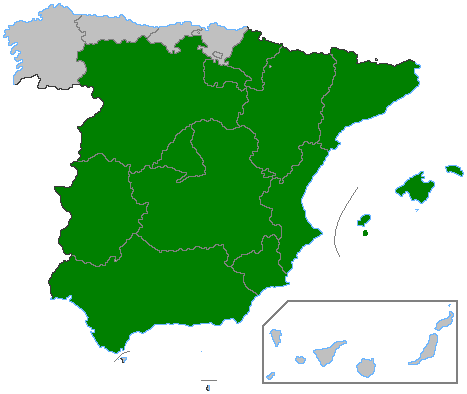
Caprabo en España antes de su venta a Eroski.
(en verde son las comunidades con tiendas caprabo)

También los cambios en el accionariado, en 2003 con la entrada de La Caixa con el 20%, y en 2007 con la incorporación de Eroski con el 75% de la cadena, quedando el resto del accionariado en manos de la familia Botet (16%) y de La Caixa (9%), su estructura accionarial hasta que en 2011, Eroski compra la participación de La Caixa. Finalmente, en 2012 Eroski se hace con el 100% de Caprabo, comprando la participación que tenía la familia Botet.
Caprabo es una compañía destacada por su carácter innovador y pionero por la puesta en marcha de iniciativas con repercusión directa en la evolución y crecimiento del sector. Fue la primera compañía de supermercados en vender carburante, en el año 1995, y también, en el mismo año, la primera empresa del sector en poner en sus lineales leche infantil, que hasta entonces se vendía de manera exclusiva en las farmacias. Su revista Sabor, que con más de 30 años en manos de los clientes de Caprabo, editó en su primer número más de 20.000 ejemplares, hoy en día supera los cuatrocientos mil. En la década de los noventa, lanza uno de sus programas más emblemáticos, el programa de ayuda a las familias Bienvenido Bebé, que ha entregado más de un millón de canastillas. En el año 2000 nace el Club Social Caprabo, un punto de encuentro para clientes de Caprabo con inquietudes en gastronomía, bienestar y salud. En 2001, Caprabo lanza su tienda en línea www.capraboacasa.com. En 2003 crea su propia Escuela de Formación para sus profesionales de pescadería, carnicería, frutería y charcutería, por la que han pasado más de once mil profesionales. 
A finales del año 2009 Caprabo lanza un programa pionero de educación nutricional, ’Elige bueno, Elige sano’ con el objetivo de enseñar a comer sano a niños y niñas desde el momento de la compra. El programa cuenta con el apoyo de la Consejería de Salud y la Consejería de Educación de la Generalidad de Cataluña. 
En el año 2011 Caprabo decide expandir su marca a través de franquicias con el objetivo de desarrollar su modelo de supermercado y la red de establecimientos comerciales en Cataluña, el principal mercado estratégico de la compañía. 
Trabaja de manera estrecha en el fomento del conocimiento y consumo de los productos de proximidad con un Programa de Proximidad por Comarcas. Un programa que cuenta con la colaboración de pequeños productores y cooperativas agrarias. Caprabo es el único supermercado que cuenta con todos los productos catalanes con Denominación de Origen Protegida (DOP).
Por su estrecha vinculación con los Bancos de Alimentos, Caprabo lanza en enero de 2012 Caprabo un Programa de Microdonaciones. Pionero en aprovechar pequeñas cantidades de alimentos que cada día en cada tienda dejan de ser aptos para la venta pero siguen siendo aptos para el consumo. Una segunda oportunidad para los alimentos, lo que permite llegar con ayuda a una mayor cantidad de personas.
Caprabo está ligado a instituciones de referencia como las dos principales escuelas de negocio –IESE y ESADE-; con el desarrollo futuro del comercio a través de Escodi, la primera escuela universitaria de distribución y comercio de España. Trabaja de manera permanente con los bancos de alimentos a través de la Federación Española del Bancos de Alimentos; con la Federación Española de Familias Numerosas, entre otras entidades en convencido ejercicio de compromiso con su entorno y a través de la Alianza Humanitaria de Cruz Roja.
La compañía representa el supermercado urbano de prestaciones con el mayor número de referencias, que combina la oferta de ahorro con la oferta en marcas más amplia del mercado. Cada día, más de 220.000 personas compran en los supermercados Caprabo.
Más de 1,2 millones de personas usan de manera regular la tarjeta cliente de Caprabo. Caprabo es pionera en la venta de alimentación por Internet a través de capraboacasa.com y la primera compañía en disponer de app de compra completa.
El compromiso empresarial de Caprabo se concentra en la ayuda a las familias, a través de su Programa Bienvenido Bebé; el fomento de la alimentación saludable, con su Programa Elige Bueno, Elige Sano; las iniciativas Solidaridad y del cuidado del Medioambiente. Adicionalmente cuenta con el Programa de Microdonaciones, por el que dona a los Bancos de Alimentos todos los productos que diariamente dejan de ser aptos para la venta pero son aptos para el consumo.
En 2020 Caprabo aumentó sus ventas en un 6,6%, representando una facturación de 842 millones de euros. De cara a futuro, la marca quiere potenciar su venta en línea (ya que ésta solamente suponía en 2020 un 4% de sus ventas aproximadamente).
En 2021 Caprabo forma parte del Grupo Eroski, del que supone el 50% del negocio así como de al grupo EP Corporate Group del multimillonario checo Daniel Kretinsky y del eslovaco Patrik Tkac. 
Tiene una red de casi 300 supermercados en las cuatro provincias de Cataluña y en la compañía trabajan más de 6.000 personas. Cada día, más de 150.000 personas compran en los supermercados Caprabo. 

## Datos
- 172 supermercados
- 83 Franquicias
- 252.000 m² de superficie de ventas
- 5.021 empleados[4]
- 1,2 millones tarjetas de fidelización
- 150.000 clientes diarios
- Cataluña y Andorra (franquicias)